# Grodzisko w Chałupkach
Grodzisko w Chałupkach – grodzisko w Chałupkach.

## Historia
Założenie obronne w Chałupkach po raz pierwszy było wzmiankowane w roku 1295 jako Novum Castrum oraz siedziba kasztelana Piotra z Lubnowa. Wzniesione prawdopodobnie z inicjatywy Bolka I pod koniec XIII wieku. Zamek często zmieniał właścicieli aby w końcu przejść w ręce rycerzy-rabusiów. W roku 1440 warownię należącą wówczas do rycerza-rabusia Zygmunta von Reichenau zdobył Jan Kruszyna von Leuchtenberg starosta księstwa świdnicko-jaworskiego. To wywołało w 1443 zbrojny najazd mieszczan wrocławskich z księciem Wilhelmem opawskim na czele. Ostatecznego zniszczenia warowni dokonano w 1509 na polecenie biskupa wrocławskiego Jana V Thurzona. Kolejne zniszczenia nastąpiły w trakcie wojny trzydziestoletniej. Ruiny wieży rozebrano dopiero w 1832 roku.

### Zależne grodziska
Dodatkowymi w linii prostej grodziskami utworzonymi w tym samym okresie czasu oraz podległymi twierdzy są:
- Grodzisko w Błotnicy
- Grodzisko Mogradel[3] (między Złotym Stokiem, a Płonicą)[4]

## Charakterystyka
Obecnie odkryto mur obwodowy o grubości 2 metrów oraz fundamenty okrągłej wieży. Całość otoczona jest do dziś fosą o kształcie owalu oraz wałem ziemnym, który pierwotnie był wyższy. Sam kopiec zajmuje obszar o wymiarach 60x100x3 metrów otoczony fosą.